# Organizarea administrativă a Bosniei și Herțegovinei

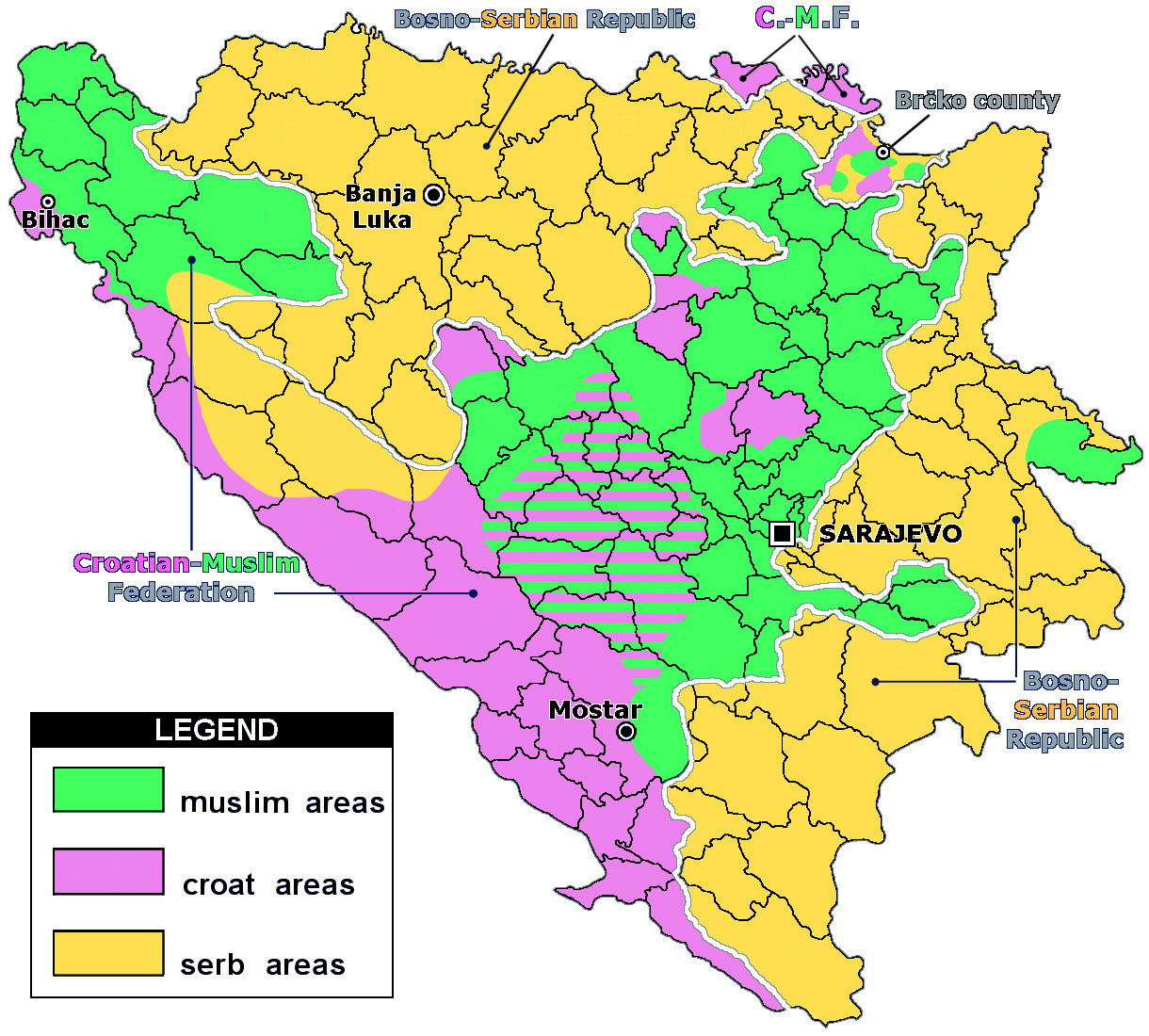
Popoarele constituente, obștinele și cele trei entități teritoriale din Bosnia și Herțegovina

Bosnia și Herțegovina este un stat federal, care este divizat în 3 entități autonome și anume:
- Federația Bosniei și Herțegovinei
- Republica Srpska
- Districtul Brčko, neutru, care aparține formal ambelor regiuni de mai sus

Cele 3 formațiuni statale sunt la rândul lor împărțite din punct de vedere administrativ-teritorial în cantoane așa cum este cazul Federația Bosniei și Herțegovinei, respectiv comune (obștine), pentru Republica Srpska; districtul Brčko nu are subdiviziuni.

## Cantoanele Federației Bosniei și Herțegovinei
Federația Bosniei și Herțegovinei este divizat într-un număr de 10 cantoane, care la rândul lor cuprind 105 comune (obștine).
| Nr.crt | Denumirea cantonului | Denumirea originală (în bosniacă) | Suprafața în km 2 (după ) | Populație () | Reședința     |
| ------ | -------------------- | --------------------------------- | ------------------------- | ------------ | ------------- |
| 1.     | Una-Sana             | Unsko-sanski kanton               | 4.125                     | 307.000      | Bihač         |
| 2.     | Posavina             | Posavski kanton                   | 334                       | 62.748       | Odžak         |
| 3.     | Tuzla                | Tuzlanski kanton                  | 2.908                     | 611.500      | Tuzla         |
| 4.     | Zenica-Doboj         | Zeničko-dobojski kanton           | 3.904                     | 398.000      | Zenica        |
| 5.     | Podrinje Bosniac     | Bosanskopodrinjski kanton         | 585                       | 29.572       | Goražde       |
| 6.     | Bosnia Centrală      | Srednjobosanski kanton            | 3.199                     | 277.000      | Travnik       |
| 7.     | Herțegovina-Neretva  | Hercegovačko-neretvanski kanton   | 4.500                     | 270.000      | Mostar        |
| 8.     | Herțegovina de Vest  | Zapadnohercegovački kanton        | 1.362,2                   | 88.998       | Siroki Brijeg |
| 9.     | Sarajevo             | Kanton Sarajevo                   | 1.276,9                   | 420.000      | Sarajevo      |
| 10.    | Livno                | Livanjski kanton                  | 5.020                     | 90.000       | Livno         |

## Comunele (obștinele) Republicii Srpska
Republica Srpska cuprinde un număr de 63 de comune (obștine) și orașul Banja Luka, ce are un statut special.